# Анафора (лингвистика)
 Тази статия е за лингвистичното явление.  За стилистичната фигура вижте Анафора.  
Анафората е явление в лингвистиката, при което значението на даден израз се определя от друг предходен израз (антецедент) в нейния контекст. Например в изречението Мария дойде, но никой не я видя местоимението я е анафора, препращаща към антецедента Мария. Анафоричните изрази най-често са местоимения или друг вид дейксис.
Обратното на анафората явление, при което значението на даден израз се определя от следващ израз, се нарича катафора, а двете са разновидности на ендофора.
В старобългарския език се използва система от От анафорични местоимения, които произлизат от по-стари показателни местоимения, но не се използват за посочване, а заместват лица и предмети, които вече са споменати, но не са граматически субект в изречението. В съвременния български от тези анафорични местоимения са оцелели само кратки местоименни форми.